# یوهان زهیتنر
یوهان زهیتنر (انگلیسی: Johann Zehetner; ۴ سپتامبر ۱۹۱۲ – ۲۹ دسامبر ۱۹۴۲) بازیکن هندبال اهل اتریش بود.